# Ерхай
Ерхай (洱海) — гірське озеро в Далі-Байській автономній префектурі китайської провінції Юньнань.
Озеро довжиною 40 км і шириною 8 км розташоване на висоті 1972 м над рівнем моря, на схід від гір Гендуаншань і древнього міста Далі. За площею водного дзеркала (250 км²) поступається в Юньнані тільки озеру Дянь. З озера витікає річка Янбі — притока Меконга.